# 김백균 (고려)
김백균(金伯鈞, 생몰년 미상)은 고려시대 후기의 무신이다. 여몽연합군의 일본정벌에 참여하였고, 원나라에서 일본을 정벌하기 위하여 도움을 청하자, 함선을 만들 공장, 인부를 징발, 선박과 시설을 축조하였다. 이후 삼사사, 밀직부사, 동지밀직사사 등을 역임했으며, 원나라가 일본 정벌을 다시 추진하자 전라도에 파견되어 전함 수리를 감독했다.

## 생애
본관과 가계는 미상이다. 1272년(원종 13) 대장군(大將軍)으로 경상도수로방호사(水路防護使)가 되었다. 그해 원나라에 하절사(賀節使)로 파견되었고, 1274년 2월에는 경상도 수로방호사로 부임하였다. 그해 원나라에서 일본을 정벌하기 위하여 고려 조정에 협조를 요청하자, 경상도부부사(部夫使)로 파견되어 여몽연합군에 참전, 함선(艦船)을 만들 기술자들과 인부를 징발, 축조와 시설을 감독하였다. 그러나 여몽연합군의 일본 정벌은 실패한다.
1277년(충렬왕 3) 경상도병마지휘사가 되고, 1279년(충렬왕 5) 우준충과 함께 삼사사(三司使)에 임명되었다. 이듬해 밀직부사에 임명되었다가 1282년 원나라에 파견되는 하절사의 한사람이 되어 대도에 다녀왔다. 1285년 원나라가 일본 정벌을 다시 추진, 하중겸(河仲謙), 독혼(禿渾) 등을 보내 일본정벌을 위한 준비작업을 다시 추진하자 밀직사동지사로 임명, 전라도에 파견되어 제2차 여몽연합군 출정 준비와 전함 수리를 지도감독하였다.
이후의 행적은 미상이다.